# مارتین گروت
مارتین گروت (انگلیسی: Martin Groth؛ زادهٔ ۲۰ اکتبر ۱۹۶۹) بازیکن فوتبال اهل آلمان است.
از باشگاه‌هایی که در آن بازی کرده‌است می‌توان به باشگاه فوتبال هانزا روستوک، باشگاه فوتبال هامبورگ، و باشگاه فوتبال هانوفر ۹۶ اشاره کرد.